# Hans Rudolf Hiort-Lorenzen

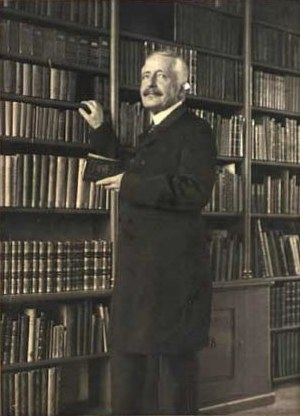
Hans Rudolf Hiort-Lorenzen.

Hans Rudolf Hiort-Lorenzen, född den 16 augusti 1832 i Haderslev, död den 14 juni 1917, var en dansk jurist, politiker, journalist, författare och ämbetsman. Han var son till Peter Hiort Lorenzen.

## Biografi
Hiort-Lorenzen var elev på Sorø Akademi 1843 och blev student 1851, därefter utbildade han sig till cand.jur.slesv. vid appellationrätten i Flensborg 1855. Efter utbildningen blev han amtssekreterare i Flensborg och Haderslev 1856, tillika blev han protokollförare vid ständerförsamlingen i Flensborg från februari 1857. Dessutom blev han tillfälligt anställd som borgmästare, polismästare och stadsfogde i Egernførde den 24 januari 1859, varefter han fick kunglig utnämning till samma ämbeten den 20 november 1859. Han blev häradsfogde i Sattrup og Maarkjærs härader med bostad i Slesvig den 16 april 1860 och lämnade denne stad den 7 februari 1864 som den siste av ämbetsmännen. Han var förvaltare vid det militära lasarettet på Frederiksbergs slott från februari 1864. Den 1 april 1865 blev han avskedad som häradsfogde i enlighet med förordningen från den 30 oktober 1864.

### Politisk aktivitet
Han var ansvarig utgivare och redaktör av Dannevirke i Haderslev från januari 1868 till december 1877, tillika av Freja i perioden 1874-1877. Han utstod flera fängelsestraff för pressförseelser, således 1874 8 månaders fästningsarrest i Magdeburg för majestätsbrott, efter att de tyska prästerna i Sønderjylland i Dannevirke hade blivit uppmanade till att anropa himlen om, att göra det så, att deras kejsare skulle hålla det löfte, han hade givet i Pragfredens § V, så att han kunde gå i sin grav som en ärlig man.
Han lämnade Haderslev den 15 november 1877 för att undgå den preussiska regeringens utvisningsorder. Han var likaledes chefredaktör av Nationaltidende från den 1 januari 1878 till den 12 juli 1893, tillika av Dagstelegraphen i perioden 1878-1891. Dessutom var han medlem av Folketinget för Odense amts 3:e valkrets (Assens) januari-april 1879. Han var stiftsskrivare för Själlands stift, værge för Roskilde domkyrka och förvaltare av domkyrkans gods den 1 december 1894 genom en kunglig resolution av den 17 november 1894. Han blev också medlem av administrationskommissionen för baroniet Løvenborg 1898-1905 och påbörjade i december 1914 en insamling till fallna nordslesvigares efterlevande (senare Sønderjydsk Fond).
Han var medlem av styrelsen för Samfundet for Dansk-Norsk genealogi og personalehistorie från 1906. Dessutom blev han den 16 april 1883 hedersmedlem av Reale academia araldico-genealogica i Pisa, av Conseil Héraldique de France den 10 februari 1886, av De Nederlandsche Leeuw 1890, av Instituto Araldico Italino i Rom 1894, av Collegio Araldico i Rom 1903 och av Société des Arts et des Sciences Auxiliaires de l'Histoire i Paris den 26 juli 1910. Dessutom var han korresponderande medlem av Verein für mecklenburgische Geschichte und Altertumskunde 1899 och av Sociatat Catalana d'Heraldica i Barcelona den 6 februari 1917.

### Författarskap
Han utgav Généalogie des Maisons princiéres regnantes dans l'Europe depuis 1815 (1871), Annuaire généalogique des Maisons princiéres regnant en Europe depuis le commencement du XIX siécle (1882–1886), Danmarks Adels Aarbog (från 1884 tillsammans med Anders Thiset, från 1901 som redaktör), Danske Patriciske Slægter (1891, tillsammans med Sofus Elvius), Livre d'Or des Souverains (1895, andra upplagan 1908 med supplement 1912), Repertorium over Legater og milde Stiftelser i Danmark (1896–1904, tillsammans med Ellen Rosendahl och F.P.G. Salicath), Patriciske Slægter (andra samlingen, 1911, och tredje samlingen, 1915, båda tillsammans med Theodor Hauch-Fausbøll), samt artiklar av genealogiskt och personhistoriskt innehåll i dagstidningar, tidskrifter och Salmonsens Konversationsleksikon.

## Utmärkelser
- Etatsråd,  1893[3]
- Dannebrogsmännens hederstecken,  1907[3]
- Kommendör av Dannebrogorden,  1911[3]

[Redigera Wikidata]

## Källa
Den här artikeln är helt eller delvis baserad på material från danskspråkiga Wikipedia.